# Jens Hinrichs
Kriminalhauptkommissar Jens Hinrichs ist eine fiktive Person aus der ARD-Krimireihe Polizeiruf 110, die von Uwe Steimle gespielt wurde.

## Hintergrund
Jens Hinrichs hatte im Laufe der Zeit mehrere Partner. Zunächst ermittelte er zwischen 1994 und 2000 mit Kurt Groth, der von Kurt Böwe gespielt wurde. Von 2000 bis 2002 bildeten Hinrichs und der von Jürgen Schmidt verkörperte Holm Diekmann (im ersten Film noch Robert Dieckmann) ein Team. Ihm folgten Tobias Törner (Henry Hübchen) und von 2006 bis 2009 Markus Tellheim alias Felix Eitner.
2008 wurde vom NDR entschieden den Polizeiruf vom Schauplatz Schwerin nach Rostock, mit dem neuen Ermittlerteam Bukow und König zu verlegen. Der Schweriner Polizeiruf war nach Meinung des NDR „auserzählt“.
Jens Hinrichs ermittelte in insgesamt 31 Fällen in Schwerin und Umgebung. Gemeinsam mit Kurt Böwe bildete er das erste Polizeiruf-Team des NDR.
Die Zuschauerzahlen von Hinrichs lagen mit in den letzten beiden Jahren durchschnittlich 6,2 Millionen im hinteren Teil des Feldes, während das Nachfolgeduo Bukow und König von 2009 bis 2011 durchschnittlich  7,3 Millionen vor den Bildschirm lockte. Steimles letzter Polizeiruf sank auf 5,6 Millionen, konnte aber damit noch den Tagessieg erzielen.

## Figur
Hinrichs ist zu Beginn der Serie ein Neuling in seinem Beruf und bekommt von Kriminaloberrat Dr. Stuber (H. H. Müller) den ehemaligen Volkspolizisten Kurt Groth an die Seite gestellt. Im Gegensatz zu Groth setzt er hauptsächlich auf neue Ermittlungsmethoden und Computertechnik, lernt aber mit der Zeit von ihm, dass man auch ein Gefühl für Menschen benötigt, um ein guter Ermittler zu sein. Hinrichs möchte Karriere machen und ist seinen Vorgesetzten gegenüber entsprechend unterwürfig, lernt aber auch hier, dass ein solches Verhalten nicht zum Ziel führt.
Bei seinen Ermittlungen lernt Hinrichs die Prostituierte Nina (Julia Richter) kennen, in die er sich verliebt. Nur durch die Hilfe von Groth und dessen Enkelin (Gabriele Völsch) gelingt es dem verklemmten Hinrichs, mit Nina zusammenzukommen und sie schließlich zu heiraten. Sie haben zwei gemeinsame Kinder, Sohn Fritzi und die jüngere Charlotte.
Nach Groths Tod bekommt Hinrichs den gleichrangigen Kollegen Holm Diekmann aus Hamburg als Partner und befürchtet, nun aufs Abstellgleis geschoben zu werden. Diekmann verlässt jedoch das Schweriner Kommissariat schnell wieder und auch Hinrichs langjähriger Vorgesetzter Dr. Stuber geht in den Ruhestand. Sein neuer Partner wird Tobias Törner, dessen laxe Einstellung Hinrichs jedoch nicht behagt. Außerdem beginnt es in seiner Ehe mit Nina zunehmend zu kriseln.
Auch Törner bleibt nicht lange; ihm folgt Markus Tellheim.

## Folgen
| Fall | Folge | Titel                         | Sender  | Erstausstr.   | Autor                                    | Regie               | Partner         | Besonderheiten |
| ---- | ----- | ----------------------------- | ------- | ------------- | ---------------------------------------- | ------------------- | --------------- | --- |
| 1    | 158   | Bullerjahn                    | NDR     | 30. Jan. 1994 | Gert Möbius, Manfred Stelzer             | Manfred Stelzer     | Groth           | |
| 2    | 161   | Kiwi und Ratte                | NDR     | 7. Aug. 1994  | Peter Kahane                             | Manfred Stelzer     | Groth           | |
| 3    | 167   | Über Bande                    | NDR     | 29. Jan. 1995 | Gert Möbius, Manfred Stelzer             | Manfred Stelzer     | Groth           | |
| 4    | 168   | Taxi zur Bank                 | NDR     | 26. Feb. 1995 | Oliver G. Wachlin, Manfred Stelzer       | Manfred Stelzer     | Groth           | |
| 5    | 175   | Alte Freunde                  | NDR     | 10. Sep. 1995 | Wolf-Heinrich Schultz                    | Markus Imboden      | Groth           | |
| 6    | 181   | Gefährliche Küsse             | NDR     | 21. Apr. 1996 | Gert Möbius, Manfred Stelzer             | Manfred Stelzer     | Groth           | |
| 7    | 184   | Die Gazelle                   | NDR/ORB | 17. Nov. 1996 | Leo P. Ard, Michael Illner               | Bodo Fürneisen      | Groth und Voigt | Die NDR-Kommissare Kurt Groth und Hinrichs ermittelten zusammen mit Tanja Voigt (Katrin Sass), die für den ORB als Ermittlerin arbeitete. |
| 8    | 188   | Der Fremde                    | NDR     | 27. Apr. 1997 | Leo P. Ard, Rainer Butt                  | Manfred Stelzer     | Groth           | |
| 9    | 189   | Über den Tod hinaus           | NDR     | 11. Mai 1997  | Gert Möbius, Manfred Stelzer             | Manfred Stelzer     | Groth           | |
| 10   | 199   | Live in den Tod               | NDR     | 15. März 1998 | Gert Möbius                              | Manfred Stelzer     | Groth           | |
| 11   | 202   | Katz und Kater                | NDR     | 14. Juni 1998 | Gert Möbius, Manfred Stelzer             | Manfred Stelzer     | Groth           | |
| 12   | 210   | Rasputin                      | NDR     | 11. Apr. 1999 | Edmund Grote                             | Hans Erich Viet     | Groth           | Erster Auftritt von Julia Richter als Nina.                                                                                               |
| 13   | 212   | Über den Dächern von Schwerin | NDR     | 18. Juli 1999 | Hans Erich Viet, Leo P. Ard, Rainer Butt | Hans Erich Viet     | Groth           | |
| 14   | 216   | Ihr größter Fall              | NDR     | 27. Feb. 2000 | Hans Erich Viet, Edmund Grote            | Hans Erich Viet     | Groth           | Letzter Fall mit Kurt Groth. |
| 15   | 222   | Die Macht und ihr Preis       | NDR     | 5. Nov. 2000  | Edmund Grote, Hans Erich Viet            | Hans Erich Viet     | Dieckmann       | Erster Fall mit Robert Dieckmann. War als letzter Fall mit Groth (†) geplant.                                                             |
| 16   | 229   | Seestück mit Mädchen          | NDR     | 8. Apr. 2001  | Michael Illner                           | Helmut Förnbacher   | Diekmann        | Robert Dieckmann heißt ab diesem Film Holm Diekmann.                                                                                      |
| 17   | 230   | Die Frau des Fleischers       | NDR     | 4. Juni 2001  | Douglas Welbat                           | Peter Kahane        | Diekmann        | |
| 18   | 240   | Memory                        | NDR     | 23. Juni 2002 | Michael Illner, Frank Sommer             | Hans Erich Viet     | Diekmann        | |
| 19   | 243   | Vom Himmel gefallen           | NDR     | 4. Aug. 2002  | Rudolf Anders, Ernst Josef Lauscher      | Dieter Laske        | Diekmann        | Letzter Fall mit Holm Diekmann. |
| 20   | 252   | Verloren                      | NDR     | 21. Sep. 2003 | Beate Langmaack                          | Andreas Kleinert    | Törner          | Erster Fall mit Törner Letzter Fall mit H. H. Müller als Dr. Stuber.                                                                      |
| 21   | 256   | Dumm wie Brot                 | NDR     | 23. Mai 2004  | Beate Langmaack                          | Kai Wessel          | Törner          | Letzter Fall mit Julia Richter als Nina Hinrichs.                                                                                         |
| 22   | 259   | Winterende                    | NDR     | 12. Sep. 2004 | Beate Langmaack                          | Andreas Kleinert    | Törner          | |
| 23   | 266   | Resturlaub                    | NDR     | 16. Mai 2005  | Beate Langmaack                          | Hannu Salonen       | Törner          | |
| 24   | 271   | Vorwärts wie rückwärts        | NDR     | 11. Dez. 2005 | Beate Langmaack                          | Hannu Salonen       | Törner          | Letzter Fall mit Törner. |
| 25   | 276   | Matrosenbraut                 | NDR     | 30. Apr. 2006 | Beate Langmaack                          | Christine Hartmann  | Tellheim        | Erster Fall mit Tellheim. |
| 26   | 279   | Traumtod                      | NDR     | 3. Sep. 2006  | Ulli Stephan                             | Christine Hartmann  | Tellheim        | |
| 27   | 282   | Dunkler Sommer                | NDR     | 14. Jan. 2007 | Ulli Stephan                             | Hendrik Handloegten | Tellheim        | |
| 28   | 288   | Farbwechsel                   | NDR     | 2. Sep. 2007  | Rolf Greulich                            | Hans Erich Viet     | Tellheim        | |
| 29   | 297   | Eine Maria aus Stettin        | NDR     | 21. Sep. 2008 | Eckhard Theophil                         | Stefan Wagner       | Tellheim        | |
| 30   | 299   | Schweineleben                 | NDR     | 11. Jan. 2009 | Rolf Greulich                            | Eoin Moore          | Tellheim        | |
| 31   | 302   | Die armen Kinder von Schwerin | NDR     | 28. Juni 2009 | Christine Hartmann, Eckhard Theophil     | Christine Hartmann  | Tellheim        | Letzter Fall mit Hinrichs und Tellheim.                                                                                                   |